# Les Puits de l'enfer
Les Puits de l'enfer (titre original : The Wells of Hell) est un roman d'horreur sur le thème de Lovecraft écrit par Graham Masterton, publié en 1981 par les éditions anglaise Sphere. La première édition française a été publié en France en 1985 par les Nouvelles Éditions Oswald (NéO). 
Le livre raconte l'histoire d'un plombier indépendant,Mason Perkins. Ce dernier est appelé chez les Bodine, près de New Milford, pour vérifier une décoloration de l'eau. Mais ce qu'il découvre est bien plus inquiétant : des créatures préhistoriques. La suite sera un enchaînement d' événements macabres qui vont mener Mason dans une lutte sans merci contre une menace qui transforme les êtres humains en des monstres de crabes. Finalement Mason devra plonger dans une caverne pour affronter cette créature et tenter de sauver sa ville.

## Résumé
Mason Perkins, un plombier indépendant, est appelé chez les Bodine, près de New Milford,  dans le Connecticut, pour vérifier la décoloration de l'eau. Il envoie un échantillon de l'eau à Dan Kirk. Ce dernier découvre alors des micro-organismes préhistoriques ressemblant à des hippocampes. Plus tard, Mason et Dan découvrent des dégâts d'eau importants chez les Bodine. Ils y trouvent un garçon apparemment noyé, ainsi qu'une carapace géante qui ressemble à celle d'un crabe. On découvre ensuite que le dos de l'enfant est devenu une enveloppe de chitine.  
Plus tard, un garçon du quartier manque. On le retrouvera plus tard complètement hystérique, affirmant avoir parlé à Alison et Jimmy Bodine dans la forêt. Mason et Dan vérifient le puits chez les Bodine, qui s'écoule continuellement. Mason rencontre Alison et Jimmy Bodine dans l'obscurité. Ces derniers ont été transformés en monstres et attaquent Mason. Dan parvient à s'échapper. Encore plus tard, une des créatures brise une fenêtre chez Dan et inonde la pièce d'eau. Plus tard, ils découvrent une page d'un livre qui parle de dieux-bêtes avec des tentacules et des pinces, et une famille voisine est massacrée dans sa voiture avec le toit découpé. Ils ont besoin d'un médium pour aider à forer le puits, mais Mme Thompson est tuée chez elle.  
Le shérif, Mason et Dan descendent dans le puits et trouvent une créature géante de crabe. Le shérif est tué et Mason se bat contre un énorme asticot noir. Mason plonge dans une caverne et affronte la créature Quithe. Finalement, Mason parvient à s'échapper et rejoint Dan et la police qui ont décidé de faire exploser la caverne pour vaincre la créature.  

## Incipit
« C'était l'un de ces après-midi à l'air vif et froid du Connecticut lorsque les feuilles automnales tombent de arbres et que le ciel est aussi clair et bleu que les yeux d'un enfant. Je remonta, bringuebalant et cahotant, l'allée de la maison Bodine, avec ma Country Squire poussiéreuse, les yeux plissées, les yeux plissés contre le soleil qui scintillait à travers les arbres, ma casquette de baseball rouge bien enfoncée sur ma tête et le col de ma peau de mouton frileusement remontée. À l'arrière de la station-wagon, toutes mes clés à molette, mes serre-écrous et mes tuyaux  s'entrechoquaient et cliquetaient. » 